# Michael Morhaime
Michael "Mike" Morhaime (sinh năm 1967) là chủ tịch và đồng sáng lập của Blizzard Entertainment (thành lập năm 1991 với cái tên ban đầu là Silicon & Synapse), một nhà phát triển trò chơi điện tử có trụ sở tại Irvine, California và hiện đang được sở hữu bởi Activision Blizzard. Ông cũng là một học viên của Triangle Fraternity và đã lấy bằng cử nhân từ UCLA vào năm 1990.
Năm 2008, Morhaime đã được vinh danh tại Technology & Engineering Emmy Awards lần thứ 59 cho việc sáng tạo ra trò chơi World of Warcraft của Blizzard. Cùng với Don Daglow của Stormfront Studios và John Carmack của id Software, Morhaime là một trong ba nhà thiết kế hoặc nhà sản xuất duy nhất nhận được hai giải thưởng Technology & Engineering Emmy Awards và Interactive Achievement Awards.
Morhaime chơi bài xì tố và đã giành vị trí thứ hai trong chuyến du đấu của DICE vào năm 2006.
Morhaime là người Do Thái . Ông tốt nghiệp trường Trung học Granada Hills vào năm 1985. Morhaime cũng là một thành viên của L80ETC, một ban nhạc metal được hình thành bởi những nhân viên của Blizzard. Trong nhóm nhạc này, Morhaime phụ trách chơi bass.
Năm 2008, Morhaime được bổ nhiệm vào nhóm những người tên tuổi của Học viện Nghệ thuật và Khoa học tương tác (Academy of Interactive Arts and Sciences' Hall of Fame).